# Richard Willstätter

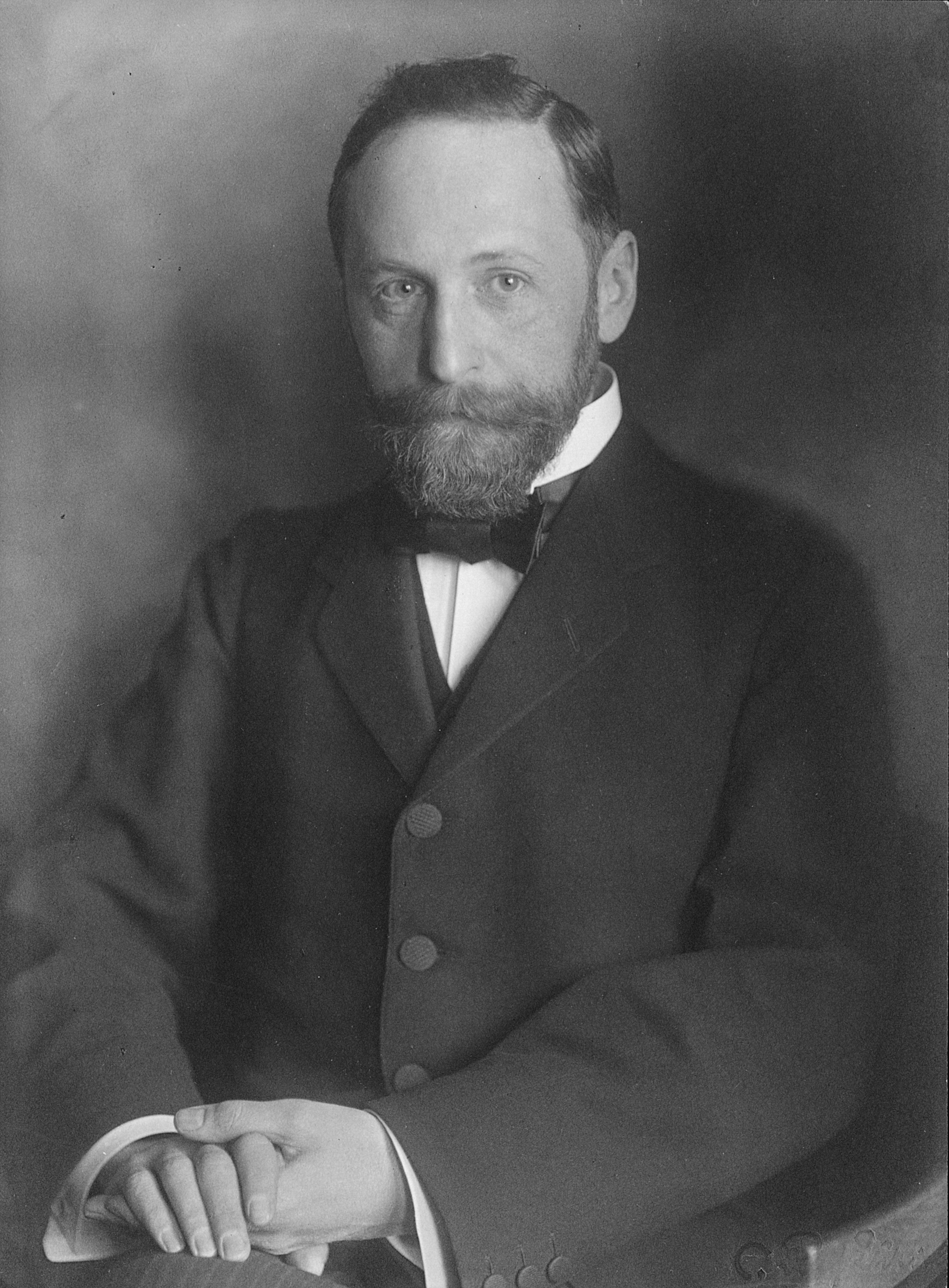
Richard Willstätter, um 1916

Richard Martin Willstätter (* 13. August 1872 in Karlsruhe, Großherzogtum Baden; † 3. August 1942 in Muralto, Kanton Tessin) war ein deutscher Chemiker und Hochschullehrer. An seinem Studienort München wurde er 1902 Professor für Chemie. 1905 wechselte er nach Zürich und 1912 nach Berlin, wo er am neu eingerichteten Kaiser-Wilhelm-Institut für Chemie arbeitete. 1915 erhielt er den Nobelpreis für Chemie.
1916 übernahm Richard Willstätter die Nachfolge seines Lehrers Adolf von Baeyer an der Ludwig-Maximilians-Universität München. Aus Protest gegen Antisemitismus an seiner Fakultät bat er 1924 um seine Entlassung. Im nächsten Jahr schied er aus dem Staatsdienst aus. Anschließend arbeitete er als Privatgelehrter und freier Mitarbeiter in der chemischen Industrie. Nach der Reichspogromnacht im November 1938 wollte er in die Schweiz auswandern. Bei dem Versuch, einen gültigen Pass zu bekommen, verlor er fast seinen gesamten Besitz. Ab 1939 lebte er in Muralto nahe Locarno im Kanton Tessin.

## Leben

### Herkunft und Studium

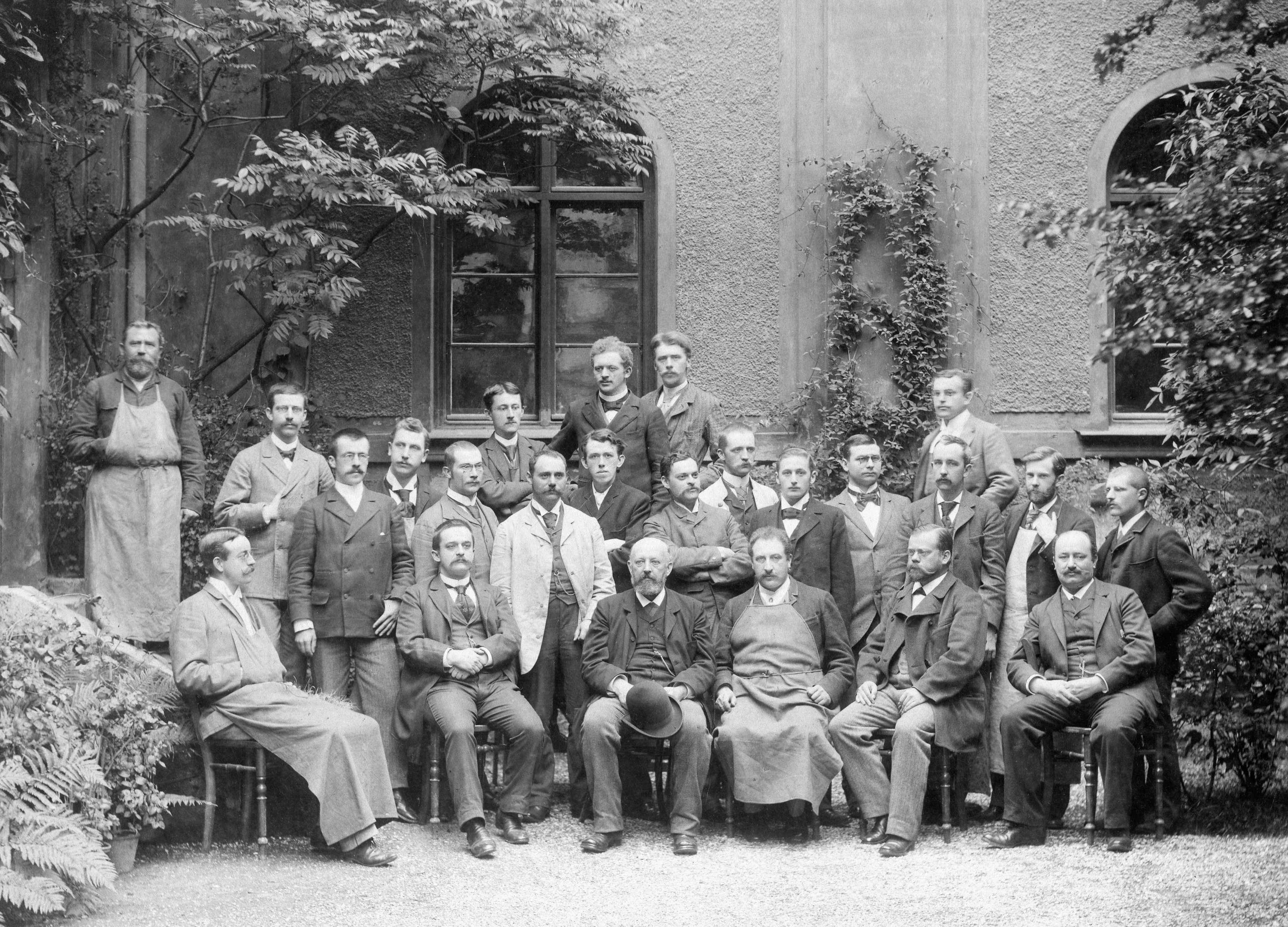
Adolf von Baeyer (vorn in der Mitte) mit Mitarbeitern an seinem Institut in München (1893). Rechts neben Baeyer ein Labordiener, dahinter Willstätter.

Richard Willstätters Vorfahren stammten ursprünglich aus der badischen Gemeinde Willstätt. Er wuchs in einer jüdischen Kaufmannsfamilie in Karlsruhe auf. Seine Eltern, die 1870 geheiratet hatten, waren der Tuchhändler Max Willstätter (1840–1912) und Sophie Willstätter geb. Ulmann (1849–1928), die Tochter eines Textilkaufmanns aus Fürth. Richard hatte einen Bruder, der ein Jahr älter war und wie der Vater Textilkaufmann wurde. 1883 wanderte der Vater wegen wirtschaftlicher Schwierigkeiten in die USA aus; er hatte ursprünglich vor, die Familie nachzuholen. Im selben Jahr zog die Mutter mit den Söhnen nach Nürnberg, wo ihre beiden Schwestern lebten. Dort besuchte Richard das später nach ihm benannte staatliche Realgymnasium. Er trat auch der Schülerverbindung Rot-Weiß-Rote Absolvia bei. 1890 legte er sein Abitur ab. Ein Jahr zuvor war sein Bruder in die USA emigriert, um sich dem Vater in New York anzuschließen.
Nach dem Abitur studierte Willstätter Chemie. Er begann an der Technischen Universität München und wechselte dann zur Ludwig-Maximilians-Universität München, wo er bei Adolf von Baeyer studierte. 1894 wurde er bei Alfred Einhorn in München mit einer Arbeit „Ueber die Constitution und Reduction der p-Methylendihydrobenzoësäure“ promoviert.

### Dozent und Professor in München
Nach seiner Habilitation 1896 mit Untersuchungen in der Tropingruppe war er bis 1902 als Privatdozent tätig. 1899 schien sich für Willstätter die Gelegenheit zu ergeben, eine Professur an der Technischen Universität München zu übernehmen. Baeyer sagte Willstätter, er habe aufgrund seiner bisherigen Veröffentlichungen beste Chancen. Er fügte sinngemäß hinzu: „Sie müssen sich aber taufen lassen“, was als Ratschlag gemeint war. Willstätter lehnte das entschieden ab; die Stelle wurde letztlich mit Baeyers Schwiegersohn Oskar Piloty besetzt. In seinen Lebenserinnerungen schrieb er:

„Glaube und Bekenntnis waren nach meiner Überzeugung private Angelegenheit, nicht Angelegenheit des Staates, unter keinen Umständen eine Vorteilsfrage. Der Übertritt zum Christentum kam für mich nie in Betracht, da mit ihm bedeutende Vorteile verknüpft waren, während das Verharren im Judentum nur bürgerliche Nachteile mit sich brachte. Man muß auf die Zulassung zum Christentum verzichten ‚weil sie mit Belohnung verbunden ist‘.“

1902 wurde Willstätter von Baeyer zum außerordentlichen Professor und Nachfolger von Johannes Thiele in München ernannt. Ab 1901 unterhielt er einen regen Briefwechsel mit Emil Fischer, der 1902 der zweite Träger des Chemie-Nobelpreises wurde.
1903 heiratete Richard Willstätter Sophie Leser (1876–1908), die Tochter des Heidelberger Nationalökonomen Emanuel Leser. Der Sohn Ludwig wurde 1904 in München geboren.

### Zürich
1905 nahm Willstätter den Ruf auf den Lehrstuhl für allgemeine Chemie am Eidgenössischen Polytechnikum Zürich an. Im selben Jahr wurde in Zürich sein zweites Kind geboren, die Tochter Margarete, die wegen ihres Geburtsorts eine Staatsangehörige der Schweiz war. Bereits 1908 starb Willstätters Frau an einer akuten, wohl zu spät erkannten Blinddarmentzündung in der Züricher Klinik von Rudolf Ulrich Krönlein. Willstätter heiratete nicht wieder.
Ein wichtiger Mitarbeiter in Zürich war Arthur Stoll, der 1912 bei Willstätter promoviert wurde. Er ging anschließend mit Willstätter nach Berlin und München und half ihm später in der Schweiz. In Zürich fand Willstätter seine Haushälterin Elise Schnauffer (1882–1965), die ihm bis an sein Lebensende treu blieb. Sie folgte ihm ebenfalls nach Berlin und München und versorgte ihn auch im Schweizer Exil.

### Berlin

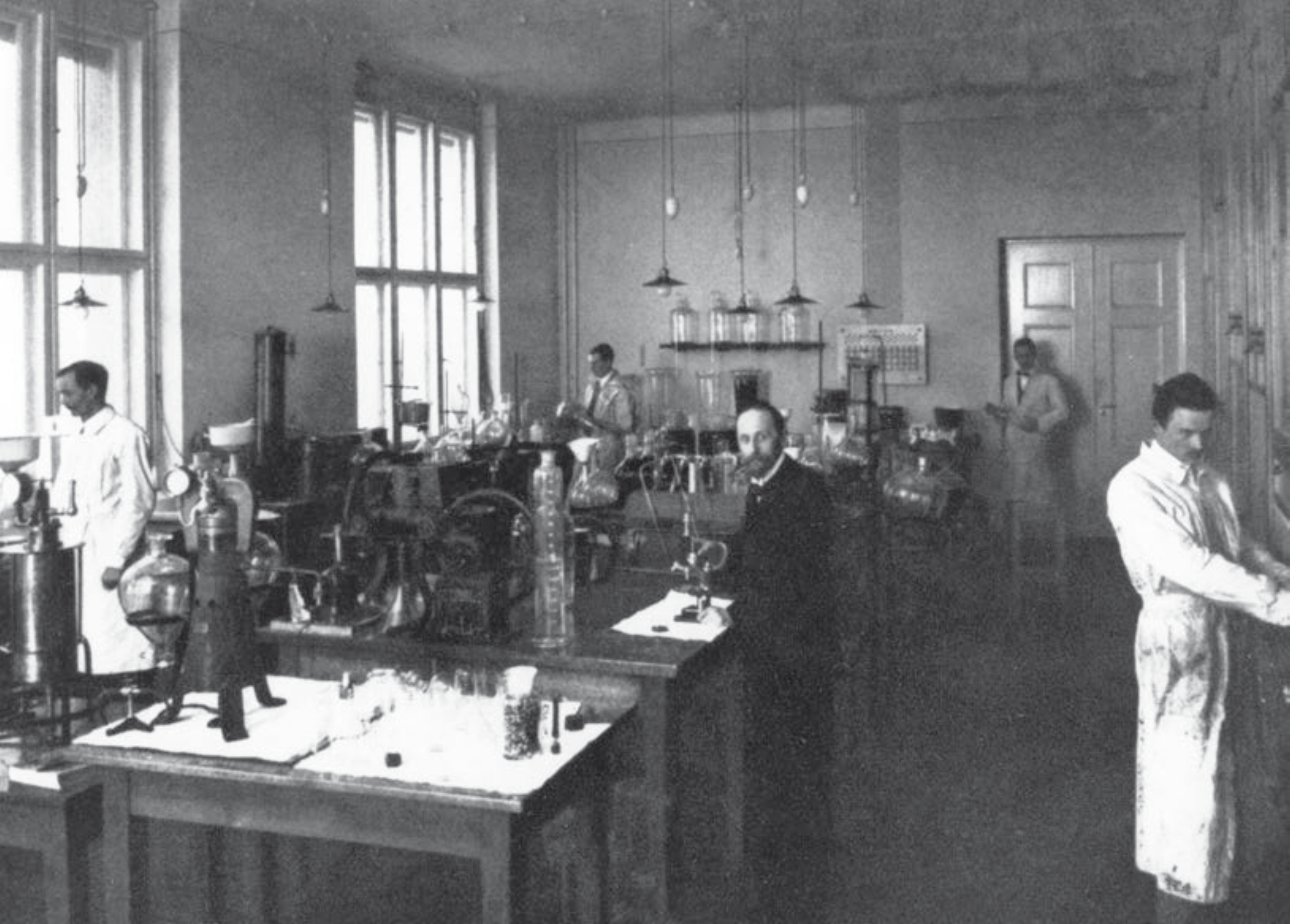
Willstätter im neuen Berliner Labor des KWI für Chemie, links im Bild sein Assistent Arthur Stoll (1913)

Von Oktober 1912 an arbeitete Richard Willstätter am Kaiser-Wilhelm-Institut für Chemie in Berlin-Dahlem. Er wurde zugleich wissenschaftliches Mitglied der Kaiser-Wilhelm-Gesellschaft. Fritz Haber, der Direktor des in der Nähe gelegenen Kaiser-Wilhelm-Instituts für physikalische Chemie und Elektrochemie, hatte Willstätter durch seine Korrespondenz für eine führende Rolle am Kaiser-Wilhelm-Institut für Chemie gewinnen können. Diese beiden Forschungseinrichtungen für Chemie wurden im Oktober 1912 gemeinsam als die ersten Kaiser-Wilhelm-Institute eröffnet. Als Honorarprofessor erhielt Willstätter auch die Lehrbefugnis an dem von Emil Fischer geführten Chemischen Institut der Friedrich-Wilhelms-Universität Berlin.
Am Kaiser-Wilhelm-Institut für Chemie gab es zunächst drei Abteilungen. Willstätter leitete die Abteilung für organische Chemie und hatte sieben Assistenten. Daneben gab es die Abteilung für anorganische und physikalische Chemie (Leiter Ernst Beckmann, fünf Assistenten) und die radiochemische Abteilung (Leiter Otto Hahn, eine Assistentenstelle), die bald „Laboratorium Hahn-Meitner“ genannt wurde. 1914 kam eine Gasabteilung dazu.
In der ersten Hälfte des Ersten Weltkriegs wurden Willstätters Räumlichkeiten als „Laboratorien des Staates“ zunehmend unter militärischen Aspekten genutzt, z. B. von der „Versuchsabteilung des Luftbildkommandos der Flieger und Luftschiffertruppen“. Unter Willstätters Leitung wurde ein wirksamer dreiphasiger Filter für Gasmasken entwickelt. Seine „Drei-Schichten-Einsätze“ für Gasschutzmasken retteten vielen Soldaten das Leben. Das Kriegsministerium teilte ihm in einem Schreiben vom 13. Februar 1917 mit, in den letzten 12 Monaten seien rund 30 Millionen Drei-Schichten-Einsätze verwendet worden und die Berichte der Truppe seien dauernd günstig gewesen. Der Drei-Schichten-Einsatz habe sich als eine „höchst wichtige Abwehrwaffe“ bewährt. Willstätter erhielt dafür Anfang 1917 das „Eiserne Kreuz II. Klasse am weiß-schwarzen Bande“.
Willstätters Sohn Ludwig wurde nur zehn Jahre alt. Er starb am 25. April 1915 in einem Berliner Krankenhaus in einem diabetischen Koma. Willstätter hatte nun seine Frau und seinen Sohn verloren, nur die Tochter Margarete blieb ihm. Am 4. September 1915 erhielt er einen Ruf an die Ludwig-Maximilians-Universität München, den er sofort annahm. Am 11. November 1915 wurde ihm für seine Untersuchungen von Pflanzenfarbstoffen, vor allem des Chlorophylls und der Anthocyanidine, der Nobelpreis für Chemie verliehen.

### Rückkehr nach München

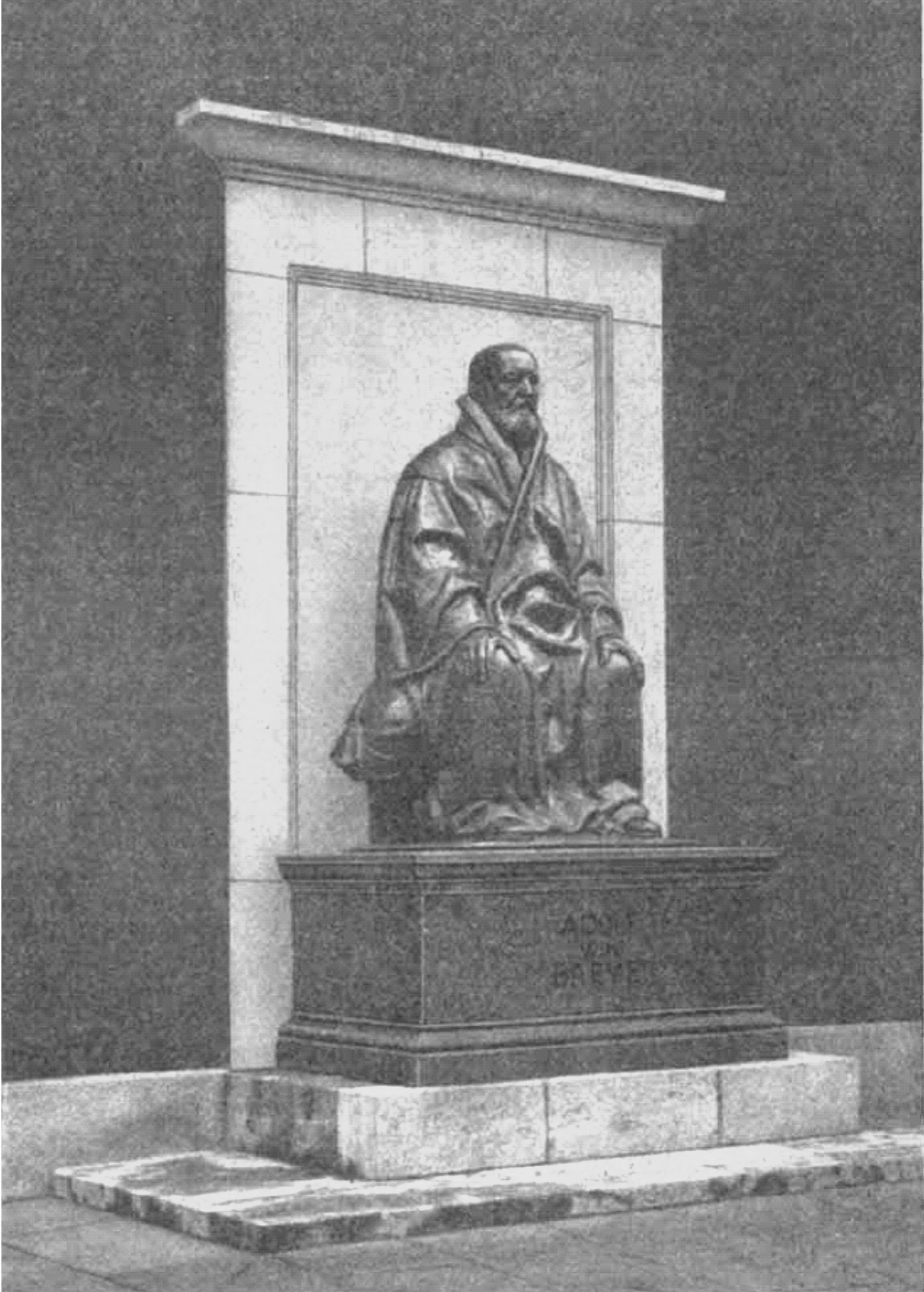
Baeyer-Denkmal vor dem Willstätter-Bau (1922)

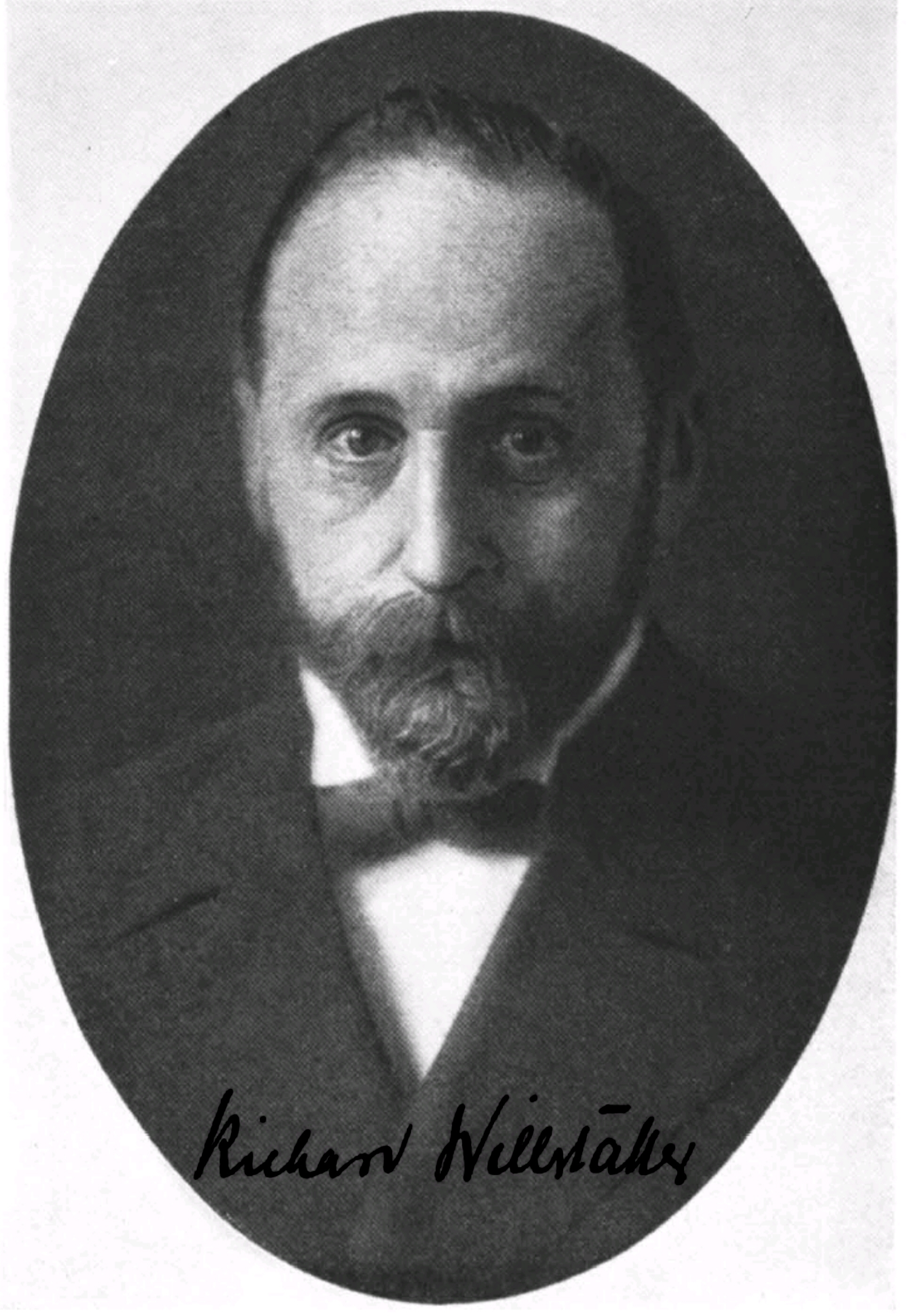
Richard Willstätter (1923)

Am 1. April 1916 trat Willstätter sein neues Amt als Lehrstuhlnachfolger des emeritierten Adolf von Baeyer in München an und wurde Direktor des Chemischen Laboratoriums des Staates in der Arcisstraße 1. Willstätters Dienstwohnung war ein „prächtiges Haus“ an der Arcisstraße.
Am Chemischen Laboratorium ließ Willstätter einen umfangreichen Erweiterungsbau mit einem Hörsaal für 620 Hörer errichten, den „Willstätter-Bau“. Ein großes Baeyer-Denkmal, geschaffen von dem Bildhauer Hermann Hahn, wurde 1922 im Zugangsbereich des Willstätter-Baus aufgestellt. Der Willstätter-Bau wurde 1944 im Zweiten Weltkrieg zerstört.
Als Emil Fischer 1919 in Berlin starb, wurde Willstätter dessen Nachfolge in Berlin angeboten. Er lehnte ab und wurde mit dem Titel eines Geheimen Rates belohnt.
Wegen des Ersten Weltkriegs waren mehrere Nobelpreis-Feiern in Stockholm verschoben worden. Nach sechsjähriger Pause fand am 1. Juni 1920 wieder eine Nobelpreis-Feier in Stockholm statt. Fünf deutsche Nobelpreisträger reisten nun gemeinsam nach Schweden: Max von Laue (Physikpreis 1914), Richard Willstätter (Chemiepreis 1915), Fritz Haber (Chemiepreis 1918), Max Planck (Physikpreis 1918) und Johannes Stark (Physikpreis 1919).
Richard Kuhn wurde 1922 bei Willstätter mit einer Arbeit über die Eigenschaften der Fermente promoviert und 1925 in München habilitiert.
Mitte 1924 wurde Willstätter als Nachfolger von Fritz Haber für zwei Jahre zum Präsidenten der Deutschen Chemischen Gesellschaft in Berlin gewählt; seine Stellvertreter in diesen zwei Wahlperioden waren Max Bodenstein, Heinrich Wieland, Willy Marckwald und Fritz Raschig.

### Rücktritt
Willstätter litt unter den antisemitischen Aktionen in München, die in der aufgeheizten Zeit des Hitler-Prozesses zunahmen. Im Frühjahr 1924 sah er rote Zettel mit dem Propaganda-Text „Kein deutscher Jüngling darf künftig zu Füßen eines jüdischen Lehrers sitzen“ am schwarzen Brett der Universität und ähnliche Parolen am Eingang des Chemie-Gebäudes; dabei ging es um bevorstehende Wahlen der Studentenvereinigung. Laut einem späteren Brief Willstätters sah er solche Aufrufe „an jeder Plakatsäule“ und in der Vorhalle der Universität.
Auch innerhalb der Fakultät zeigte sich der Antisemitismus. Der Physiker Wilhelm Wien, der Dekan der Fakultät, versuchte die Anstellung jüdischer Kandidaten zu verhindern, indem er Mitglieder der Fakultät in persönlichen Gesprächen aufforderte, gegen sie zu stimmen. Als der Mineraloge Paul von Groth 1923 im Alter von 80 Jahren vor seiner Emeritierung stand, wünschte er sich in erster Linie Victor Moritz Goldschmidt aus Oslo als Nachfolger. Willstätter bevorzugte eindeutig Goldschmidt, er gehörte aber nicht dem Gremium an, in dem über die Kandidaten abgestimmt wurde. Das Berufungsverfahren begann im Juli 1923 mit zunächst drei vorgeschlagenen Kandidaten. Nach einigem Hin und Her und der Absage eines Kandidaten konzentrierte sich die Diskussion im Mai 1924 auf Goldschmidt, den Groth jetzt deutlicher als zuvor als die beste Wahl empfahl. Man debattierte nun über Goldschmidts jüdische Herkunft. Am 23. Juni 1924 fiel die Entscheidung: Goldschmidt wurde mit 9 zu 6 Stimmen mehrheitlich abgelehnt; Groth und Willstätter waren nicht anwesend. An der Fakultät war im selben Jahr schon ein anderer Kandidat aus ethnischen Gründen abgelehnt worden.
Als Willstätter die Entscheidung erfuhr, entschloss er sich sofort, aus Protest von seiner Professur zurückzutreten. Am 24. Juni 1924 schrieb er an den Dekan Wilhelm Wien: „Euere Spectabilität bitte ich ergebenst, durch den Akademischen Senat an das Staatsministerium für Unterricht und Kultur das Gesuch zu leiten, mich aus dem Bayerischen Staatsdienst zu entlassen […] Mein Entschluß ist endgültig.“ Als Begründung gab er die „Haltung der Fakultätsmehrheit in Berufungsfragen“ an.
Der angekündigte Rücktritt erregte großes Aufsehen. Willstätters Freunde Ferdinand Sauerbruch und Friedrich von Müller waren bestürzt und versuchten ihn umzustimmen. Um Solidarität für Willstätter zu organisieren, luden sie Studenten, Dozenten und Mitarbeiter der Universität zu einer Sitzung abends am 27. Juni ein und baten auch Willstätter hinzu. Der Andrang war so groß, dass der Vorlesungssaal überfüllt war. Man verfasste einen Appell an Willstätter, der von 337 Anwesenden unterschrieben und anschließend verlesen wurde. Willstätter hörte nun, wie er in den höchsten Tönen gerühmt wurde: als „großer Forscher“, „großer Lehrer“ und „seltene Führerpersönlichkeit“. Der Text endete mit der eindringlichen Bitte, „unser Führer zu bleiben“.
Die Tagespresse berichtete. Daraufhin gingen Angebote mehrerer Universitäten bei Willstätter ein, darunter Telegramme der Universität Heidelberg. Er lehnte die Angebote ab, weil er „aus der Angelegenheit nicht eine Sache der Karriere oder des Stellentausches machen wollte“, wie er in seinen Erinnerungen schrieb. Aus Heidelberg erhielt er zahlreiche Schmäh- und Drohbriefe von Studenten. Heinrich Wieland in Freiburg, den Willstätter als seinen Nachfolger vorschlug, versuchte ihn von seiner Entscheidung abzubringen. Willstätters Freund Fritz Haber schrieb, er solle doch wieder nach Berlin kommen. Er stellte Willstätter den Vorsitz im Kuratorium des Kaiser-Wilhelm-Instituts für Chemie und ein nach Willstätters Wünschen eingerichtetes Privatlabor in Aussicht.
Willstätter blieb bei seinem Entschluss. Nachdem die Nachfolge geregelt worden war, trat er zum 1. Oktober 1925 als Ordinarius zurück. Emil Kraepelin kommentierte: „Er hätte bleiben und alle anderen hinauswerfen sollen.“ Auf Wunsch der Kollegen blieb Willstätter auch nach seinem Rücktritt Mitglied der Fakultät – laut dem Wissenschaftshistoriker Freddy Litten eine „in der Hochschulgeschichte wohl einmalige Regelung“, gegen die das Kultusministerium anfänglich Einspruch erhoben hatte.
In seinen Lebenserinnerungen stellte Willstätter seinen Rücktritt als Reaktion auf Antisemitismus in seiner Fakultät dar. Freddy Litten, der die Hintergründe anhand von Akten und Briefwechseln recherchiert hat und dazu eine Publikation vorlegte, relativiert diese Darstellung. Nach Litten kam Antisemitismus in der Fakultät zwar „vereinzelt“ vor, bei den meisten Mitgliedern sei aber eher ein Bedürfnis nach „Ruhe“ ausschlaggebend gewesen, das sie veranlasst habe, dem antisemitischen Druck von der „Straße“ vorauseilend nachzugeben. Litten vermutet, dass die „allgemeine“ Präsenz des Antisemitismus in München Willstätter schon vor dem Fall Goldschmidt zermürbt hatte. Zudem sei er wahrscheinlich auch aus anderen Gründen zermürbt gewesen: durch den Verlust seiner Frau und seines Sohnes und durch „völlige Überarbeitung“ sowie das „Stocken der wissenschaftlichen Arbeiten“.
Litten stützt sich dabei unter anderem auf Friedrich von Müller, der in einem Brief an Heinrich Wieland schrieb: „Sie haben recht, wenn Sie den Fall von der medizinischen Seite betrachten. Willstätter hat seit vielen Jahren keine Ferien gemacht. Er ist überreizt, schläft nicht und ist mimosenhaft empfindlich geworden. Auch ich bin überzeugt, dass die unbefriedigenden Resultate der Fermentarbeiten einen grossen Teil der Schuld tragen. […] Sauerbruch und ich haben uns schon die grösste Mühe gegeben, ihn zu einem gründlichen Urlaub zu bewegen.“

### Nach dem Rücktritt
Anfang 1925 hatte Willstätter den Architekten Oswald Bieber mit Planung und Bau einer Villa in der Möhlstraße 29 beauftragt. Nach seinem Rücktritt zog er mit seiner Tochter Margarete von seiner Dienstwohnung in der Arcisstraße in dieses zweistöckige Gebäude um. Margarete Willstätter studierte in München Naturwissenschaften und promovierte 1931 bei Arnold Sommerfeld in Physik. Mit seinem Freund Sauerbruch verbrachte Willstätter einige gemeinsame Urlaube (Willstätter hatte Sauerbruch kennengelernt, als seine Tochter von Sauerbruch behandelt wurde). Die beiden waren auch mit dem Unternehmer Carl Duisberg befreundet.
Willstätter arbeitete als Privatgelehrter weiter und war auch als freier Mitarbeiter für die chemische Industrie tätig. Sein Nachfolger Heinrich Wieland ermöglichte 1926 den Doktoranden Willstätters und dem Privatdozenten Heinrich Kraut den Abschluss ihrer wissenschaftlichen Arbeiten, die hierdurch weiterhin von Willstätter betreut werden konnten.
Durch Fritz Haber vermittelt, erhielt Willstätter 1928 eine Zuwendung der Rockefeller-Stiftung, mit der er eine Forschungsassistentin und den Kauf von Chemikalien finanzieren konnte, um seine Forschung an Enzymen fortzusetzen. Ab Dezember 1928 diente ihm Margarete Rohdewald (1900–1994) zehn Jahre lang als Assistentin. Sie hatte ihre Dissertation über Saccharasen bei Willstätter begonnen, 1928 bei Richard Kuhn in Zürich beendet und sie anschließend in München bei Heinrich Wieland vorgelegt. Wieland überließ ihr ein Labor als Privatlabor, in dem sie für Willstätter arbeitete, während er selbst das Gebäude an der Arcisstraße nicht mehr betreten wollte (niemand hätte ihn daran gehindert). Rohdewald gab ihm jeden Abend die Arbeitsergebnisse in langen Telefongesprächen durch. Willstätter nutzte dabei eine Halterung für den Telefonhörer, um beide Hände zum Schreiben frei zu haben. Sie sprachen nahezu ausschließlich am Telefon miteinander. Nur manchmal suchte sie ihn in seiner Villa auf. Zu ihrer Forschung an Enzymen publizierten sie 18 Artikel. Später wurde Rohdewald Dozentin (1954) und Professorin (1958) an der Universität Bonn.
Bis 1932 konnte Willstätter noch bisher unveröffentlichte Ergebnisse und Übersichtsartikel in den deutschsprachigen Fachzeitschriften publizieren. Noch im Juni 1933 wurde er in den USA als „world leader in organic chemistry“ bezeichnet. Ausländische Gesellschaften stützten seine Reputation mit zahlreichen Ehrungen.
Die Baseler Firma Sandoz, bei der Arthur Stoll seit 1917 eine Schlüsselrolle spielte, hatte Willstätter im Dezember 1929 als Vorsitzenden des Aufsichtsrats ihrer 1926 gegründeten Nürnberger Niederlassung sowie als wissenschaftlichen Berater engagiert. Wie die anderen Baseler Chemiekonzerne Ciba und Geigy (siehe zu beiden Novartis) passte sich Sandoz eilig der Nazi-Politik in Deutschland an, um die Geschäfte nicht zu gefährden (Roche ließ sich damit mehr Zeit). Dazu gehörte auch die von Stoll unterstützte Entscheidung, den Juden Willstätter aus dem Nürnberger Aufsichtsrat zu entfernen. Stoll trat im April 1933 mit diesem Anliegen an seinen ehemaligen Lehrer heran, der Vertrag wurde aufgelöst. Der Vorgang belastete die Freundschaft zwischen Willstätter und Stoll.
Willstätters Tochter Margarete emigrierte 1936 mit ihrem Ehemann, dem Mediziner Ernst Bruch (1905–1974), in die USA. Sie lebte in Winnebago (Illinois) und bekam vier Kinder, die in den Jahren 1940, 1941, 1944 und 1948 geboren wurden.

### Enteignung
Im September 1938 folgte Willstätter einer Einladung seines ehemaligen Schülers und langjährigen Weggefährten Arthur Stoll und besuchte ihn in dessen Haus in Arlesheim bei Basel. Stoll sah klarer als Willstätter die zunehmende Gefahr, in der sich die Juden im NS-Staat befanden. Er wollte Willstätter überzeugen, ab sofort in der Schweiz zu bleiben, und verwies auf zahlreiche bekannte Wissenschaftler, die sich zur Emigration entschlossen hatten. Stoll bot ihm einen Flügel seines Hauses als vorübergehende Wohnung an und sagte, auch Willstätters Haushälterin könne ein Zimmer bekommen. Willstätter lehnte das Angebot ab, er war noch nicht zur Emigration bereit. Am 5. Oktober 1938 trat die Verordnung über Reisepässe von Juden in Kraft. Damit wurde Willstätters Pass ungültig. Um wieder in die Schweiz reisen zu können, brauchte er zuerst einen neuen Pass mit Judenstempel und zusätzlich eine Reisegenehmigung der Schweiz in Form eines Visums.
In der „Reichspogromnacht“ am 9./10. November 1938 erreichte die organisierte Gewalt gegen Juden einen Höhepunkt. Unmittelbar danach wurde die Verfolgung und Entrechtung der Juden verschärft. In den Tagen nach der Pogromnacht wurden 30.000 überwiegend vermögende Juden in die Konzentrationslager Buchenwald, Dachau und Sachsenhausen verschleppt. Der Zweck der Aktion war, sie durch Terrorisierung zur Emigration zu drängen, um ihr Vermögen arisieren zu können (siehe Aktionsjuden). Am 10. November kamen Gestapo-Beamte auch zu Willstätters Villa, um ihn ins KZ Dachau zu deportieren. Sie fanden nur seine Haushälterin vor, durchsuchten das ganze Haus und kündigten schließlich an, wieder vorbeizukommen. Am nächsten Tag schickte Willstätter per Telegramm einen Hilferuf an Arthur Stoll, der aber vorerst nicht mehr helfen konnte. Willstätter saß nun drei Tage lang schon frühmorgens an seinem Schreibtisch und erwartete seine Abholung durch die Gestapo, die jedoch nicht mehr auftauchte.
Willstätter versuchte jetzt, auf legalem Weg in die Schweiz zu emigrieren. Daraus wurde ein monatelanger Hindernislauf in der Bürokratie, in dessen Verlauf er fast sein gesamtes Vermögen verlor. In seinen Memoiren schrieb er: „Und nun begann auf Monate hinaus, worauf ich gar nicht vorbereitet war, das tägliche Laufen zu den vielen beteiligten Behörden, das Anstehen vor den städtischen und staatlichen Kassen, Zollfahndungsstelle, Devisenstelle und Devisenüberwachungsstelle, fast täglich stundenlanges Warten auf den Korridoren, Demütigung vor überheblichen Unterbeamten.“ Ein Rechtsanwalt erklärte ihm, dass es die Nationalsozialisten auf seinen Besitz abgesehen hatten, vor allem auf seine Villa, und riet ihm, so schnell wie möglich zu fliehen. Willstätter sah das nicht ein, er wollte lieber alle Anweisungen der Behörden korrekt befolgen. Der Anwalt sagte ihm voraus, dass man ihm trotzdem alles wegnehmen werde.
Willstätter hatte 25 Prozent Reichsfluchtsteuer zuzüglich 20 Prozent Judenvermögensabgabe auf sein Vermögen und noch andere Abgaben zu leisten. Er musste alle Gegenstände in seinem Besitz in Listen erfassen, beispielsweise sämtliche Bücher, damit die Behörden sein Vermögen schätzen konnten. Er erlebte, wie Möbel, Kunstwerke, Wandteppiche, Tafelsilber und andere Wertgegenstände in seiner Villa beschlagnahmt und abtransportiert wurden. Besonders litt er unter dem Verlust seiner Bibliothek, die zuletzt sieben Räume eingenommen hatte. Das Finanzamt sperrte sein Wertpapierdepot und weigerte sich, die Wertpapiere zum Verkauf freizugeben oder zur Bezahlung der Steuern und Abgaben anrechnen zu lassen. Willstätter hatte auch sämtliche noch so kleinen Gegenstände anzumelden, die er bei seiner Ausreise mitnehmen würde, weil für diese Exportgebühren zu zahlen waren. Er listete alle 48 Gegenstände auf, vom Anzug bis zur Zahnbürste.
Im Dezember 1938 musste Willstätter in einem Notariat erscheinen. Der Notar erklärte ihm, Gauleiter Adolf Wagner habe entschieden, dass Willstätter auf seine Villa und sein sonstiges Vermögen notariell verzichten solle. Dies sei zwar keine Verpflichtung, aber wenn er nicht unterschreibe, dürfe er sich keine Hoffnung auf einen Pass machen. Willstätter brauchte den Pass und unterschrieb. Wenig später, noch im Dezember, erhielt er ein Kündigungsschreiben: Sein Wohnrecht in der Villa, die ihm nicht mehr gehöre, laufe am 31. Januar 1939 ab. Einen Pass erhielt Willstätter immer noch nicht. In seinen Erinnerungen hielt er später fest: „Ich hatte damit gerechnet, München vor Weihnachten verlassen zu können, dann vor Neujahr, dann vor den Heiligen Drei Königen, dann Mitte Januar, und lange brauchte ich um zu ahnen, wie manche Leidensstation noch vor mir lag.“ Er stand weiterhin wartend in den Gängen diverser Behörden. Sein Arbeitszimmer war inzwischen leer. Nach wie vor besprach er dort abends am Telefon, jetzt im Stehen, mit seiner Assistentin Rohdewald deren Arbeit im Labor.
Anfang Februar 1939 wollte man von Willstätter plötzlich Dokumente aus den USA haben: ein Testament seines vor Jahren verstorbenen Bruders, der in New York gelebt hatte, sowie ein Verzeichnis des Vermögens des Bruders samt Beglaubigungen. Ein Prüfer war auf die Idee gekommen, Willstätter könnte etwas von dem Bruder geerbt oder Vermögen in die USA geschafft haben. Als er auf diese Dokumente wartete, verlor Willstätter die Geduld und versuchte, ohne Gepäck und Papiere in die Schweiz zu gelangen. Er fuhr an den Bodensee und irrte stundenlang bei Regen und stürmischem Wind umher. Als er erschöpft nach einer Gaststätte suchte, in der er übernachten könnte, las er immer das Plakat „Juden ist der Eintritt strengstens verboten“. Schließlich wollte er die Grenze auf dem Bodensee mit einem Ruderboot überqueren. Bei dem Versuch wurde er festgenommen. Er wurde bis Mitternacht verhört und zwei Tage inhaftiert, bevor er nach München zurückreisen konnte. Nach zwölf weiteren Tagen bekam er endlich einen Pass. Arthur Stoll sorgte dafür, dass er auch ein Visum für die Schweiz erhielt.

### Exil in der Schweiz
Am 4. März 1939 reiste Willstätter in die Schweiz aus. „Ich verließ meine geliebte deutsche Heimat, die mir alles gewesen und gegeben“, schrieb er rückblickend. Die ersten Wochen verbrachte er als Gast von Arthur Stoll in Arlesheim, seine Haushälterin Elise kam bald nach. Willstätter suchte nach einer neuen Bleibe. Schon Ende März fand er in Muralto bei Locarno eine schön am Hang gelegene Villa mit dem Namen L’Eremitaggio („Die Einsiedelei“) oder Villa Eremitaggio, die er sofort mietete. Er liebte die Lage oberhalb des Lago Maggiore, den weiten Ausblick und die südländischen Pflanzen in dem terrassierten Garten. Hier verbrachte er die letzten drei Jahre seines Lebens.
Willstätter verließ Muralto nur noch selten für einige kurze Reisen innerhalb der Schweiz. Einladungen ins Ausland und ein lukratives Angebot aus den USA, als Berater in der Industrie zu arbeiten, lehnte er ab. Ein Grund war, dass er noch eine letzte Veröffentlichung mit seiner Assistentin Rohdewald über den Kohlenhydrat-Stoffwechsel in der Muskulatur vorhatte; diese erschien 1940 in der Zeitschrift Enzymologia. Willstätter versuchte durch aktuelle Fachliteratur auf dem Laufenden zu bleiben, merkte aber, dass er mit dem rasanten Zuwachs der Erkenntnisse kaum noch mithalten konnte. Die Forschung im Labor seines Freundes Arthur Stoll verfolgte er mit lebhaftem Interesse.
Nach dem Ausbruch des Zweiten Weltkriegs im September 1939 litt er darunter, dass er Freunden und Verwandten in Not nicht helfen konnte. Eine Ausnahme war sein Schwager Walter Leser, der dank Willstätters Hilfe aus dem Internierungslager Camp de Gurs freikam und bis zum Kriegsende in Südfrankreich ausharren konnte.
Im Lauf des Jahres 1940 schrieb Willstätter seine Lebenserinnerungen nieder, die er seinen Schülern widmete. Im Januar 1940 hatte ihm die Geburt seines ersten Enkels in den USA den Anstoß dazu gegeben. Im Dezember 1940 schrieb er zuletzt das Vorwort. Danach fügte er allerdings noch viele Notizen in das Manuskript ein, so dass die Fassung, die er bei seinem Tod hinterließ, den Eindruck eines nicht ganz vollendeten Werks machte. Seine jüdische Identität spielt in der Autobiografie eine wichtige Rolle. Der erste Satz lautet: „Meine Vorväter waren Juden.“ Zum Antisemitismus in Deutschland schrieb er:

„Das neue Deutsche Reich schuf ein totales Programm der Judenverfolgung, das bis zu den letzten Folgen durchgeführt worden ist. […] Das deutsche Volk hat dem rohesten, räuberischsten und grausamsten Antisemitismus freies Spiel gelassen, dessen Voraussetzung die Zustimmung und die Duldung von Tausenden Vorteilssuchender und von Millionen Schwacher und Feiger gewesen ist. In der Schwäche standen von Anbeginn die Universitäten und gelehrten Gesellschaften voran. Bedenken gegen die Unterdrückung der freien Meinungsäußerung und des Individualismus wurden nicht laut.“

Die weiteren Themen sind sein persönlicher und akademischer Lebensweg, seine Auseinandersetzung mit der deutschen Heimat und seine Weggefährten. Adolf von Baeyer und Fritz Haber widmete er jeweils ein ganzes Kapitel. Zu Emil Fischer, Carl Harries und Franz Oppenheim verwies er im Vorwort darauf, dass er Erinnerungen an sie schon in Zeitschriften veröffentlicht hatte. Die Memoiren brechen abrupt mit einem einzigen Satz zur Auswanderung in die Schweiz ab.

### Tod
Am Ende seines Lebens verschlechterte sich Willstätters Gesundheitszustand. Er litt unter teils heftigen Gichtanfällen. Im November 1941 bemerkte er deutliche Herzrhythmusstörungen. Am 3. Januar 1942 schrieb er sein Testament. Am 6. Januar berichtete er von dem Ergebnis eines Elektrokardiogramms: Er hatte einen Herzinfarkt erlitten. Er konnte kurze Spaziergänge machen, jedoch häuften sich Symptome einer Herz-Kreislauf-Erkrankung. Am 22. Juli 1942 berichtete er in seinem letzten Brief an Arthur Stoll, er habe einen Zustand getrübten Bewusstseins erlebt. Als Stoll ihn ab dem 1. August besuchte, fiel ihm das Sprechen schwer.
Richard Willstätter starb nachmittags am 3. August 1942, zehn Tage vor seinem 70. Geburtstag. Sein Leichnam wurde im Krematorium in Lugano eingeäschert. Gemäß seinem Wunsch gab es eine schlichte Trauerfeier, Arthur Stoll hielt die Trauerrede.  Willstätters Asche wurde auf dem Friedhof in Muralto bestattet. 1956 wurde dort ein Grabmal für Willstätter ergänzt. Bei der Enthüllung begrüßte Arthur Stoll die Gäste mit einer Ansprache, Richard Kuhn schrieb einen Bericht über das Ereignis.
Arthur Stoll kümmerte sich um Willstätters Nachlass. Bevor er die Autobiografie im Jahr 1949 herausgab, ergänzte er sie mit einem Nachwort, in dem er Willstätters Exil in der Schweiz beschrieb. 1965 erschien in New York die englische Ausgabe mit gekürztem Nachwort. Willstätters Tochter Margarete hatte beratend bei der Übersetzung geholfen, starb aber im Juli 1964 und erlebte die Veröffentlichung nicht mehr. Willstätters Haushälterin Elise Schnauffer, die von seinen Freunden dafür verehrt wurde, dass sie ihn jahrzehntelang und bis zuletzt betreut hatte, war in Muralto geblieben. Sie starb 1965 im Alter von 83 Jahren.

## Forschungsarbeit

### Organische Chemie
Willstätters Interesse galt schon früh der Chemie der Lebensvorgänge – ein bis zum heutigen Tag aktuelles Thema – dabei griff er Probleme auf, die damals Neuland erschlossen. Die Arbeit auf vielen Gebieten der organischen Chemie war von großer Bedeutung, insbesondere in der Naturstoffchemie und im Zusammenhang mit biochemischen Prozessen in Pflanzen. Dabei standen Untersuchungen über die Mechanismen von enzymatischen Oxidationen im Vordergrund. Er konnte zeigen, dass Enzyme aus Proteinen bestehen und wichtige Katalysatoren für viele biologische Prozesse sind. Seine Arbeiten legten den Grundstein für das Verständnis von Pflanzenfarbstoffen und Photosynthese, was entscheidend zum Verständnis grundlegender Prozesse in der Biologie beitrug. Seine Forschung im Bereich der Farbstoffchemie des Chlorophylls, des Hämoglobins, der Anthocyane, der Carotinoide und der Isochinolin-Alkaloide trug zur Aufklärung der Strukturen dieser Verbindungen bei.
Seine Forschungen waren erfolgreich, weil er die Versuche klar plante und die Auffassung vertrat, man müsse die Natur mit schonenden, naturnahen Methoden erforschen. Wesentlich für die Beurteilung von Willstätters wissenschaftlicher Leistung ist, dass er sowohl epochale Entdeckungen in der klassischen organischen Chemie machte als auch komplizierte neuartige Fragestellungen wie in seinen Studien über das Chlorophyll, die Photosynthese (Assimilation) und die Enzyme bearbeitete.
1898 beschrieb Willstätter die Molekularstruktur von Kokain, das zu seiner Zeit als Lokalanästhetikum verwendet wurde, und von Atropin. 1923 gelang ihm zusammen mit zwei Kollegen die Synthese von Kokain.
Im Jahr 1917 entdeckte er das ab 1926 als Narkosemittel eingesetzte Avertin (Tribromethanol).

### Anorganische Chemie und Mineralogie
Willstätters naturwissenschaftliches Interesse reichte weit über die Organische Chemie hinaus. Bei Untersuchungen anorganischer Stoffe entdeckte er, dass SiO2 nicht nur kolloid, sondern auch als monomeres Molekül Si(OH)4 in Wasser gelöst vorkommen kann. Letzteres hatte man in der Anorganischen Chemie seiner Zeit weithin für ausgeschlossen gehalten. Willstätters Entdeckung betraf auch die Geochemie und Mineralogie. Er hatte erklärtermaßen eine „Vorliebe für verkieselte Hölzer“ und die Frage ihrer Entstehung. Willstätter besaß privat „zwei gewaltige verkieselte Baumstümpfe aus Südamerika“, aufgestellt vor seinem Münchner Haus, die ihn „an das geologische Problem mahnten“. Als korrespondierendes Mitglied der Senckenbergischen Naturforschenden Gesellschaft reagierte er umgehend, als in deren Zeitschrift ein Beitrag über verkieselte Hölzer erschien, mit der Publikation eines Gegenbeitrags. Darin wies er auf seine Erkenntnisse zu Si(OH)4 hin und betonte ihre Wichtigkeit für Gesteinsbildungsprozesse generell sowie die Kieselholzgenese speziell. Zwei Punkte waren hierbei zentral:
1.: Im Gegensatz zu kolloid gelöstem SiO2 ist Si(OH)4 diffusionsfähig: Das Molekül zeigt in der Lösung wegen seiner Kleinheit starke thermisch-statistische Eigenbewegungen. Durch sie kann es in geologisch eingebettetes durchfeuchtetes Holz hineinwandern.
2.: Es kann dort sogar tief eindringen, denn im Gegensatz zu kolloid gelöstem SiO2 wird es beim ersten äußeren Holzkontakt nicht adsorptiv abgefangen.
Willstätters Fazit am Ende seines Artikels: „Die Kenntnis von den einfachsten Kieselsäuren wird für die genauere Prüfung der Kieselsäurewanderung bei der Holzverkieselung und viel allgemeiner in geologischen Vorgängen nützlich sein“.

## Auszeichnungen und Ehrungen

### Auszeichnungen

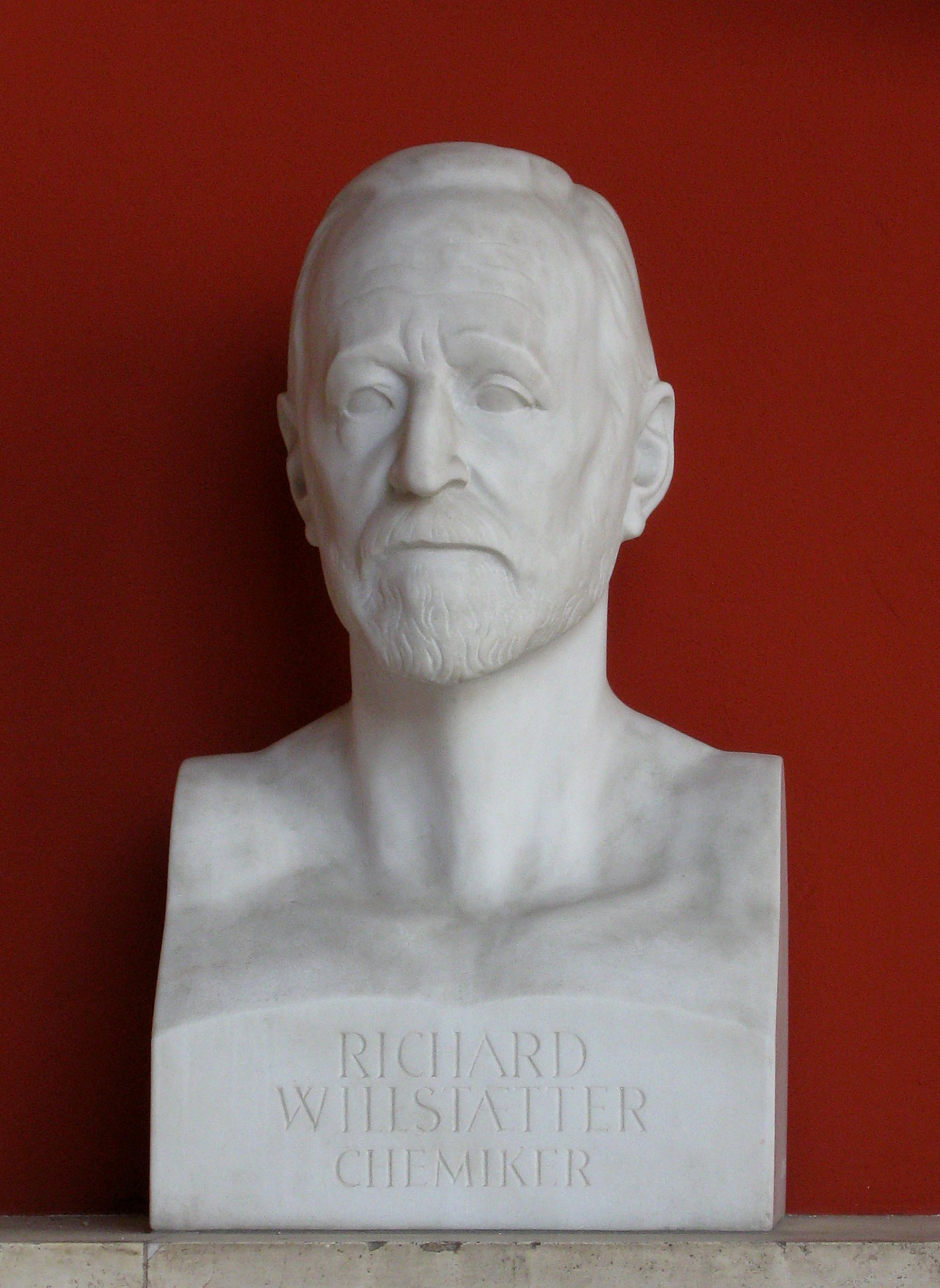
Büste, Ruhmeshalle in München

- 1914: Adolf-von-Baeyer-Denkmünze der Carl-Duisberg-Stiftung,[71] verliehen vom Verein Deutscher Chemiker
- 1915: Nobelpreis für Chemie für seine „Untersuchungen der Farbstoffe im Pflanzenreich, vor allem des Chlorophylls“
- 1920: Ernennung zum Geheimrat[72]
- 1924: Orden Pour le Mérite für Wissenschaft und Künste[73]
- 1925: Bayerischer Maximiliansorden für Wissenschaft und Kunst
- 1927: Faraday Lectureship Prize der Royal Chemical Society in London[74]
- 1932: Davy Medal der Royal Society in London[75]
- 1932: Goethe-Medaille für Kunst und Wissenschaft[76]
- 1933: Willard Gibbs Medal der American Chemical Society[77]

### Mitgliedschaften und Ehrenämter
- 1910: korrespondierendes Mitglied der Akademie der Wissenschaften zu Göttingen, ab 1920 auswärtiges Mitglied[78]
- 1914: ordentliches Mitglied der Preußischen Akademie der Wissenschaften, ab 1916 Ehrenmitglied, ab 1926 auswärtiges Mitglied, am 13. Juli 1939 Annullierung[79]
- 1914: korrespondierendes Mitglied der Bayerischen Akademie der Wissenschaften, ab 1916 ordentliches Mitglied[80] – Ausschluss 1938/39
- 1919: Mitglied der Deutschen Akademie der Naturforscher Leopoldina[81] – Ausschluss 1938/39
- 1920: Korrespondierendes Mitglied der Österreichischen Akademie der Wissenschaften, Ausschluss 28. Jänner 1939
- 1920: ausländisches Mitglied der Königlich Dänischen Akademie der Wissenschaften[82]
- 1922: Ehrenbürgerwürde der Technischen Hochschule Karlsruhe
- 1923: auswärtiges Mitglied der Accademia Nazionale dei Lincei in Rom[83]
- 1923: korrespondierendes Mitglied der Russischen Akademie der Wissenschaften, ab 1929 Ehrenmitglied[84]
- 1924 und 1925: Präsident der Deutschen Chemischen Gesellschaft (Amtszeit Juni 1924 bis Mai 1926)[85]
- 1926: auswärtiges Mitglied der National Academy of Sciences in den USA[86]
- 1926: ausländisches Mitglied der Königlich Niederländischen Akademie der Wissenschaften in Haarlem[87]
- 1927: Ehrenmitglied (Honorary Fellow) der Royal Society of Edinburgh[88]
- 1928: auswärtiges Mitglied der Royal Society in London
- 1932: Ehrenmitglied der Leopoldina
- 1932: Ehrenbürgerwürde der Technischen Hochschule Stuttgart[89]
- 1932: ausländisches Mitglied der Königlich Schwedischen Akademie der Wissenschaften in Stockholm[90]
- 1934: auswärtiges Ehrenmitglied der American Academy of Arts and Sciences in Boston[91]
- 1936: ausländisches Mitglied der Indian Academy of Science in Bangalore
- 1936: ausländisches Mitglied der Physiological Society in England
- 1936: ausländisches Mitglied der Society of Biological Chemistry in Indien

### Ehrendoktorwürden
- 1913: Dr. med. h. c. der Universität Halle
- 1918: Dr.-Ing. E. h. der Technischen Hochschule München
- 1922: Dr.-Ing. E. h. der Technischen Hochschule Darmstadt
- 1922: Dr. phil. nat. h. c. der Universität Frankfurt am Main
- 1925: Dr. der technischen Wissenschaften h. c. der Eidgenössischen Technischen Hochschule Zürich
- 1928: D. Sc. hon. der Universität Manchester
- 1931: Dr. der technischen Wissenschaften h. c. der Deutschen Technischen Hochschule Prag

### Postume Ehrungen

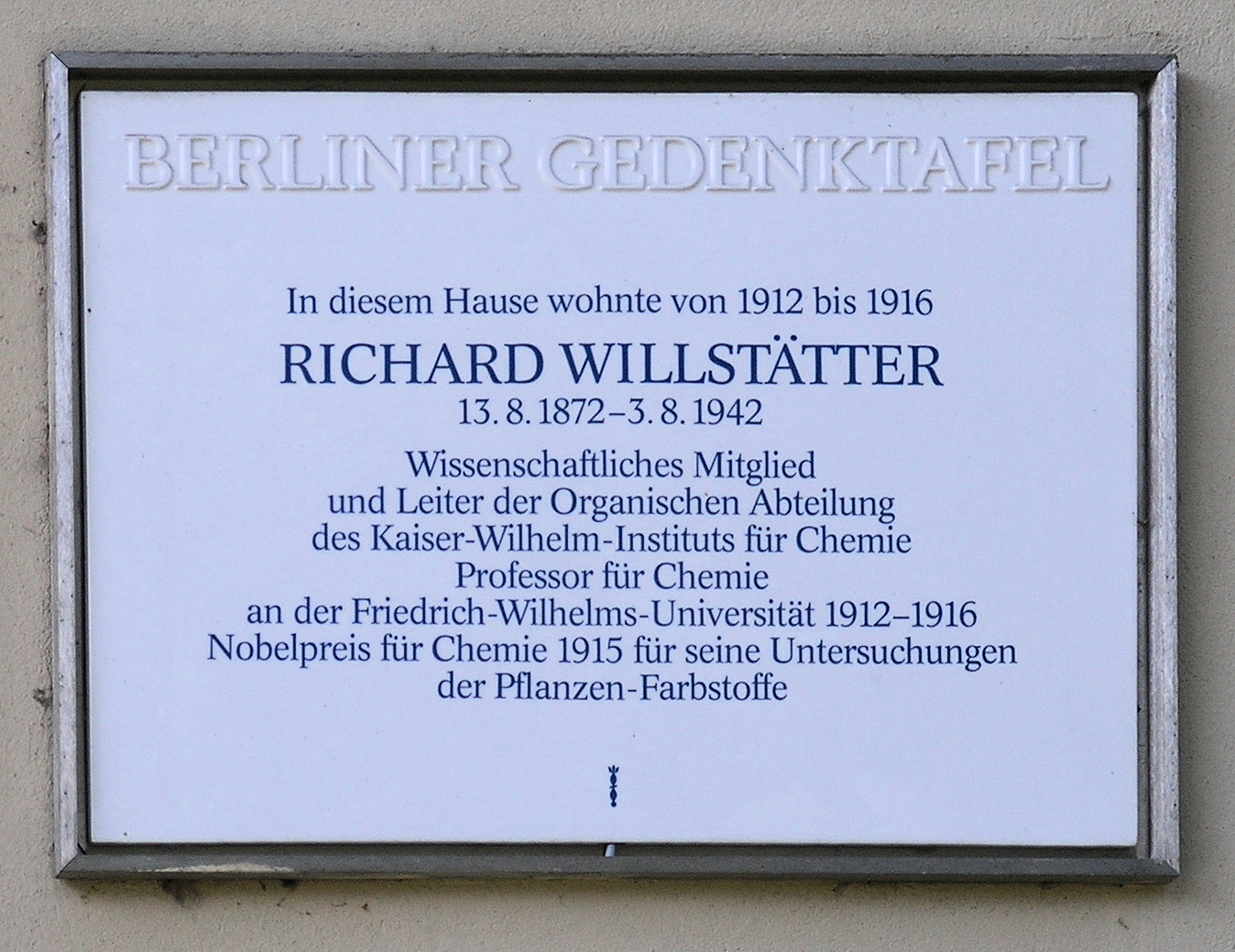
Berliner Gedenktafel

- Büste in der Ruhmeshalle in München
- 1964: Benennung der Richard-Willstätter-Allee in Karlsruhe
- 1965: Umbenennung des staatlichen Realgymnasiums Nürnberg in Willstätter-Gymnasium
- 1975: schwedische Briefmarke (zu 90 Öre)[92]
- 1993: Berliner Gedenktafel in Berlin-Zehlendorf am Haus Faradayweg 10
- seit 1993: jährliche Richard-Willstätter-Vorlesung der Gesellschaft Deutscher Chemiker in Deutschland und an der Hebräischen Universität Jerusalem[93]
- seit 2020: Richard-Willstätter-Preis für Chemische Biologie, gemeinsam gestiftet von der DECHEMA, der Deutschen Pharmazeutischen Gesellschaft, der Gesellschaft für Biochemie und Molekularbiologie und der Gesellschaft Deutscher Chemiker. Der mit 6000 Euro dotierte Preis zeichnet interdisziplinäre Forschung und herausragendes Engagement im Fachgebiet Chemische Biologie aus.[94]